# Mohamed Benhima
Pour les articles homonymes, voir Benhima.
 (novembre 2012).
Si vous disposez d'ouvrages ou d'articles de référence ou si vous connaissez des sites web de qualité traitant du thème abordé ici, merci de compléter l'article en donnant les références utiles à sa vérifiabilité et en les liant à la section « Notes et références ».
Mohamed Taibi Benhima (né le 25 juin 1924 à Safi, Maroc - mort le 23 novembre 1992 à Rabat, Maroc) est un gynéco-obstétricien et homme d'État marocain.

## Biographie

### Origines
Il est né le 25 juin 1924 dans la ville de Safi dans une famille de notables, entouré de 5 frères et sœurs.

### Études
Il reçoit une formation approfondie en langue arabe classique et en culture coranique dans sa ville natale.
Il poursuit les études secondaires à Marrakech.
Il part en 1945 en France pour faire des études en médecine à l'Université de Nancy, c'est ainsi qu'il présente en 1953 une thèse sur les indications de l'opération césarienne et retourne au Maroc en 1954 avec son épouse Marie-Thérèse Peduzzi et le diplôme de médecin en poche.

## Parcours professionnel
Entre 1954 et 1956 il exerce en médecine praticienne à BenSlimane, puis à Had Kourt.
En 1956, il occupe la fonction de directeur de cabinet du ministre de la santé.

### Carrière politique
Il assure plusieurs fonctions:
Période Mohammed V::
- Secrétaire général du ministère de la santé
- Gouverneur de la Province d'Agadir et Tarfaya en 1960.

Période Hassan II:
- Ministre des Travaux Publics du 2 juin 1961 au 18 septembre 1962 dans le Conseil Hassan II 2,
- Ministre du commerce, de l'Industrie, des mines et de l'artisanat.
- Ministre des travaux publics du 13 novembre 1963 au 8 novembre 1965 dans le gouvernement Bahnini.
- Ministre de l'éducation nationale et des Beaux-Arts.
- Premier Ministre du 5 juillet 1967 au 7 octobre 1969,

- Ministre d'état chargé de l'agriculture et de la réforme agraire

Dans le gouvernement Osman I, il est:
- Ministre de l'Intérieur du 12 avril 1972 au 11 mars 1973[3].
- Ministre de la formation des cadres et de la coopération entre le 31 mai 1973 et 10 octobre 1977[4],
- Ministre d'état à l'Intérieur dans le gouvernement Osman II entre le 10 octobre 1977 et 27 mars 1979.

## Vie privée
Il épouse en 1952 Marie-Thérèse Peduzzi avec laquelle il a eu 4 enfants:
- Maria Benhima: fut responsable à la Faculté de Droit de Rabat.

- Driss Benhima: ancien élève de l'Ecole Polytechnique Française, fut ingénieur à l'exploitation des phosphates, puis ministre de l'Energie et des mines, puis Directeur général de l'office national d'électricité, puis Gouverneur de Casablanca, ancien Président-Directeur Général du Groupe Royal Air Maroc.

- Najib Benhima: diplômé en médecine et chirurgie dans la faculté de Nancy est chirurgien à Rabat-Salé,

- Leïla Benhima: pharmacienne diplômée de la Faculté de Nancy est Présidente de l'association caritative : « Heure Joyeuse ». Elle est Chevalier de la Légion d'honneur. Elle est mariée à Mourad Chérif, ancien élève de l'Ecole polytechnique française, lui aussi ancien Ministre, actuellement Président de la filiale marocaine de BNP Paribas,